# Турченков, Николай Степанович
Николай Степанович Турченков (1922 год, Бийск — 1996 год, Бийск, Алтайский край) — мастер Бийского мелькомбината, Алтайский край. Герой Социалистического Труда (1967).

## Биография
Родился в 1922 году в рабочей семье в Бийске. Участвовал в Великой Отечественной войне. После демобилизации работал весовщиком, старший мастер сушильного производства на Бийском мелькомбинате.
Ежегодно перевыполнял производственный план и личные социалистические обязательства. Внёс несколько рационализаторских предложений, в результате чего значительно увеличилась производительность труда на Бийском мелькомбинате. Возглавляемая им бригада просушила в 1966 году более ста тонн зерна за год, что стало рекордным показателем по СССР. Указом Президиума Верховного Совета СССР от 19 апреля 1967 года за достигнутые успехи в увеличении производства и заготовок зерна в 1966 году удостоен звания Героя Социалистического Труда с вручением ордена Ленина и золотой медали «Серп и Молот».
Участвовал во Всесоюзной выставке ВДНХ в Москве. За время своей работы на Бийском мелькобинате просушил около двух миллионов тонн зерна.
Скончался в Бийске в 1996 году.
Память
В 2002 году Бийскому элеватору присвоено его имя.

## Награды
- Герой Социалистического Труда — указом Президиума Верховного Совета СССР от 19 апреля 1967 года
- Орден Ленина
- Орден Трудового Красного Знамени (1971)